# Enlace carbono-carbono
Un enlace carbono-carbono es un enlace covalente entre dos átomos de carbono en un compuesto orgánico o uno de los alótropos del carbono. La forma más común es el enlace simple - un enlace compuesto por dos electrones, uno de cada uno de los dos átomos, en el cual los átomos se encuentran más alejados entre sí que si el enlace fuera doble o incluso triple.. El enlace simple carbono-carbono es un enlace sigma y se forma entre un orbital híbrido de cada una de las células de ácido. En el petróleo, los orbitales son sp3, pero también pueden existir enlaces simples formados por átomos de carbono con otras hibridaciones (por ejemplo, sp2 a sp2). En efecto, los átomos de carbono en el enlace simple no necesitan ser de la misma hibridación. Las moléculas de carbono también pueden formar enlace doble, constituyendo alquenos, o enlace triple, en alquinos. Un enlace doble está formado con un orbital híbrido sp2 y un orbital p que no está involucrado en la hibridación. Un enlace triple está formado con un orbital híbrido sp y dos orbitales p de cada átomo. El uso de los orbitales p forma un enlace pi.
El carbono tiene la característica única entre todos los elementos de formar cadenas largas y estables de sus propios átomos, una propiedad llamada catenación. Esto, junto con la fuerza del enlace carbono-carbono da origen a un número enorme de formas moleculares, muchas de las cuales son importantes elementos estructurales de la vida, así los compuestos de carbono tienen su propio campo de estudio: la química orgánica.
Las ramificaciones son comunes en los esqueletos C-C. Pueden ser identificados átomos de carbono diferentes con respecto al 
número de otros átomos de carbono vecinos:
- Átomo de carbono primario: un átomo de carbono
- Átomo de carbono secundario: dos átomos de carbono vecinos
- Átomo de carbono terciario: tres átomos de carbono vecinos
- Átomo de carbono cuaternario: cuatro átomos de carbono vecinos

Átomos de carbono primario, secundario, terciario y cuaternario.

## Síntesis
Las reacciones de formación de enlace carbono-carbono son reacciones orgánicas en la que se forman nuevos enlaces carbono-carbono. Son importantes en la producción de muchas sustancias químicas hechas por el hombre, como las drogas y plásticos
Algunos ejemplos de reacciones que forman enlaces carbono-carbono son la reacción aldólica, la reacción de Diels-Alder, la adición de un reactivo de Grignard a un grupo carbonilo, la reacción de Wurtz, la reacción de Michael y la reacción de Wittig.

## Enlaces químicos del carbono con el resto de átomos
| CH  |     |     |     |     |     |     |     |     |     |     |     |     |     |     |     |     |     | He  |
| CLi | CBe |     |     |     |     |     |     |     |     |     |     | CB  | CC  | CN  | CO  | CO  | CF  | Ne  |
| CNa | CMg |     |     |     |     |     |     |     |     |     |     | CAl | CSi | CP  | CS  | CS  | CCl | CAr |
| CK  | CCa | CSc | CTi | CV  | CCr | CMn | CFe | CCo | CNi | CCu | CZn | CGa | CGe | CAs | CSe | CSe | CBr | CKr |
| CRb | CSr | CY  | CZr | CNb | CMo | CTc | CRu | CRh | CPd | CAg | CCd | CIn | CSn | CSb | CTe | CTe | CI  | CXe |
| CCs | CBa |     | CHf | CTa | CW  | CRe | COs | CIr | CPt | CAu | CHg | CTl | CPb | CBi | CPo | CPo | CAt | Rn  |
| Fr  | CRa | Rf  | Db  | CSg | Bh  | Hs  | Mt  | Ds  | Rg  | Cn  | Nh  | Fl  | Mc  | Lv  | Lv  | Ts  | Og  |     |
|     |     | ↓   |     |     |     |     |     |     |     |     |     |     |     |     |     |     |     |     |
|     |     | CLa | CCe | CPr | CNd | CPm | CSm | CEu | CGd | CTb | CDy | CHo | CEr | CTm | CYb | CYb | CLu |     |
|     |     | Ac  | CTh | CPa | CU  | CNp | CPu | CAm | CCm | CBk | CCf | CEs | Fm  | Md  | No  | No  | Lr  |     |

| Química orgánica básica.                        | Muchos usos en Química.           |
| Investigación académica, pero no un amplio uso. | Enlace desconocido / no evaluado. |